# Парламентские выборы в Иордании (1997)
Парламентские выборы в Иордании прошли 4 ноября 1997 года, они стали 3-ми выборами после политической либерализации 1989 года. Основные политические партии бойкотировали выборы. Из 80 мест парламента 75 мест заняли беспартийные. Явка составила 44,7% (822 318 избирателей).

## Результаты
| Партия                                                  | Голоса  | % | Места | +/-   |
| ------------------------------------------------------- | ------- | - | ----- | ----- |
| Беспартийные                                            |         |   | 75    | +15 ▲ |
| Национальная конституционная партия                     |         |   | 2     | новая |
| Арабская земельная партия                               |         |   | 1     | новая |
| Иорданская народная партия демократического единства    |         |   | 1     | новая |
| Арабская социалистическая баасистская партия — Иордания |         |   | 1     | 0     |
| Недействительные/пустые бюллетени                       |         | — | —     | —     |
| Всего                                                   | 822,318 |   | 80    | 0     |
| Источнил: Nohlen et al.                                 |         |   |       |       |